# Spieka
Spieka (platduits:Spiek) is een dorp in de Duitse deelstaat Nedersaksen. Het dorp maakte van 1974 tot 2015 deel uit van de gemeente Nordholz in het Landkreis Cuxhaven. Op 1 januari 2015 ging die gemeente Nordholz op in de eenheidsgemeente Wurster Nordseeküste. 
Het dorp komt voor het eerst voor in een oorkonde uit 1319 waarin melding wordt gemaakt van de stichting van de kerk.
Volgens een legende is het dorp gesticht op de plaats, waar een voorraadschuur (spieker) in de middeleeuwen plaats heeft gemaakt voor de dorpskerk. Dit zou ook de plaatsnaam verklaren. Wetenschappelijk bewijs hiervoor ontbreekt.
In het verleden ressorteerden onder Spieka ook de twee kustplaatsjes aan de Waddenzee Cappel-Neufeld en Spieka-Neufeld.

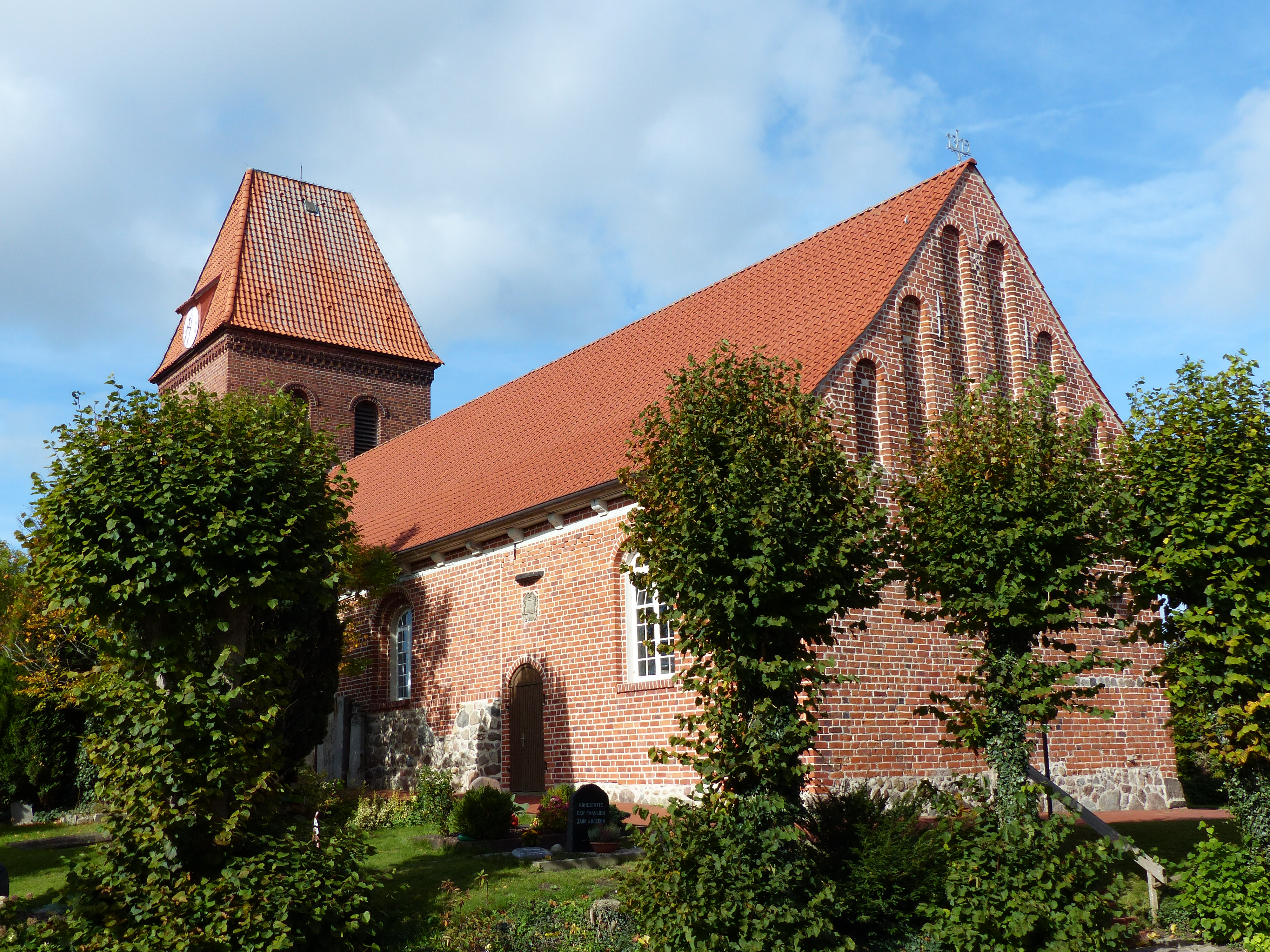
Spieka, Sint-Joriskerk (ca. 1500)

Zie voor meer informatie onder Wurster Nordseeküste.
- Virtual International Authority File: 242124044